# Prince Albert (municipalité)
Pour les articles homonymes, voir Prince Albert.
La municipalité de Prince Albert (Prince Albert Local Municipality) est une municipalité locale du district municipal de Central Karoo dans la province du Cap-Occidental en Afrique du Sud. Le siège de la municipalité est situé dans la ville de Prince Albert.

## Ville et localités

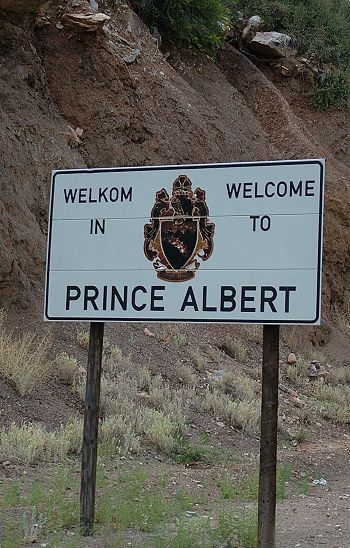
Panneau d'entrée dans Prince Albert.

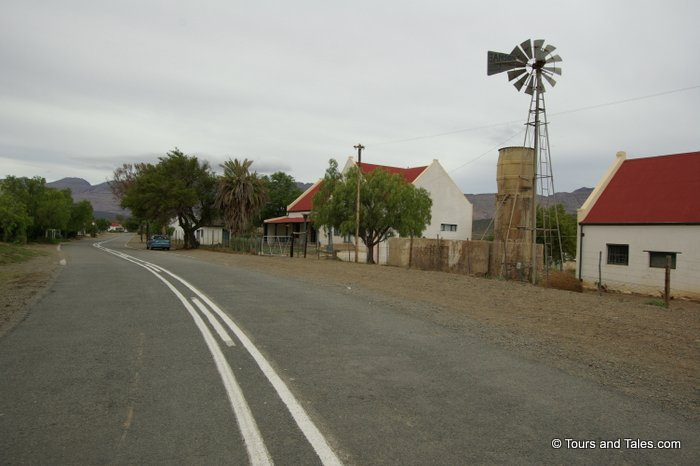
Le village de Klaarstroom.

La principale ville et les villages et localités recensés de la municipalité sont :
| Localités     | Code   | Population | Superficie (km2) | Langue maternelle dominante |
| ------------- | ------ | ---------- | ---------------- | --------------------------- |
| Bitterwater   | 182001 | 2 123      | 0,59             | Afrikaans                   |
| Klaarstroom   | 182005 | 584        | 3,27             | Afrikaans                   |
| Leeu-Gamka    | 182002 | 604        | 10,89            | Afrikaans                   |
| Prince Albert | 182004 | 7 054      | 37,70            | Afrikaans                   |
| Zone rurale   | 182003 | 2 771      | 8 100,45         | Afrikaans                   |
| Total         | Total  | 13 136     | 8 152,90         | Afrikaans                   |

## Démographie
Selon le recensement de 2011, les 13 136 résidents de la municipalité de Prince Albert sont majoritairement issus de la population coloured (84,47 %). Les Blancs et les populations noires représentent respectivement 11,84 % et 2,78 % des habitants.
Les habitants ont très majoritairement l'afrikaans pour langue maternelle (93,45 %).

## Historique
La municipalité locale actuelle de Prince Albert a été constituée en 2000 à la suite de la réforme des gouvernements locaux.

## Administration et politique
De 2006 à 2011, la municipalité était cogérée par l'Alliance démocratique  (DA) et le congrès national africain (ANC). Puis, de 2011 à 2016, la municipalité fut gouvernée par une coalition formée entre le Karoo Gemeenskap Party (KGP) et le congrès national africain (ANC). À la suite des élections municipales sud-africaines de 2016, l'Alliance démocratique (DA) remporta 33,49 % des voix et trois des sept sièges de conseillers municipaux devant le KGP (33,09 % des voix et deux sièges) et l'ANC (31,02 % des voix et deux sièges). Une nouvelle coalition fut formée, cette fois entre la DA et le KGP.

### Liste des maires
| Maires depuis 1995 | Appartenance politique | Majorité municipale                    | Terme                               |
| ------------------ | ---------------------- | -------------------------------------- | ----------------------------------- |
| Dawid Rossouw      | DA                     | DA                                     | 1995-2006                           |
| Andrew Claasen     | DA                     | DA-ANC                                 | 2006-2008                           |
| Gay van Hasselt    | DA                     | DA-ANC                                 | 2008                                |
| Maria Benjamin     | ANC                    | DA-ANC                                 | 2008-2010                           |
| April Pienaar      | ANC                    | DA-ANC                                 | 2010-2011                           |
| Goliath Lottering  | KGP                    | KGP-ANC (2011-2016) DA-KGP (2016-2021) | 2011-2021                           |
| Margy Jaftha       | KGP                    | KGP-ANC-PA                             | 2021-juillet 2022                   |
| Linda Jaquet       |                        |                                        | intérim de juillet à septembre 2022 |
| Margy Jaftha       | DA                     | DA                                     | depuis septembre 2022               |